# Wojciech Krasiński

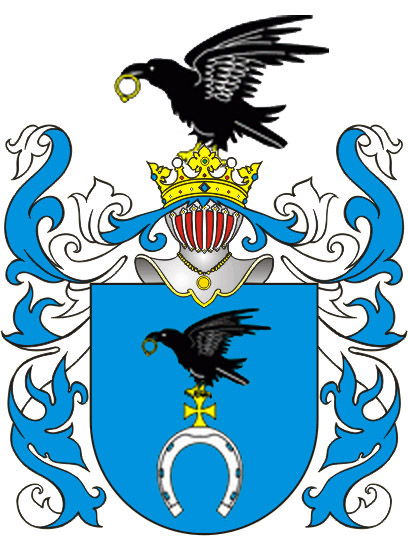
Herb Ślepowron

Wojciech Krasiński (zwany też Olbrachtem lub Albrechtem) herbu Ślepowron (zm. 1691) – kasztelan ciechanowski, wojewoda mazowiecki.

## Rodzina
Pochodził z rodziny szlacheckiej pieczętującej się herbem Ślepowron. Ojciec jego Ludwik Krasiński (1609–1644) pełnił urząd kasztelana ciechanowskiego. Matka Agnieszka z domu Kryska, była córką Stanisława Kryskiego, kasztelana raciąskiego. Brat jego Dominik Ludwik Krasiński (1634–1713) sprawował urząd kasztelana ciechanowskiego, podobnie jak dziad i ojciec.
Po raz pierwszy ożenił się z Zuzanną Koniecpolską, córką Samuela, kasztelana chełmskiego, i Aleksandry Herburtowny z Dobromila. Drugą żonę Ludwikę Marię Golcz (zm. 1696) poślubił około 1675 roku. Po jego śmierci Ludwika Maria Golcz, poślubiła Władysława Jozafata Sapiehę (zm. 1733), wojewodę mińskiego i brzeskolitewskiego. Bezdzietny.

## Pełnione urzędy
Początkowo pełnił obowiązki starosty płockiego (1643) i sekretarza dworu królewskiego. Elektor z województwa płockiego. Odstąpił Będków w ziemi ciechanowskiej Janowi Kazimierzowi Krasińskiemu (1643). Na urząd kasztelana ciechanowskiego został powołany w 1653 roku. Urząd ten  pełnił do 1663 roku. Na sejmie nadzwyczajnym 1654 roku wyznaczony z Senatu do lustracji dóbr królewskich w Małopolsce i na Rusi. 
W 1669 roku był elektorem Michała Korybuta Wiśniowieckiego z ziemi czerskiej.
W latach 1663–1691 sprawował władzę jako wojewoda mazowiecki. Drugiej swej żonie zapisał dożywotnio: Czekanów, Bielsko i Troszyn w województwie płockim.